# 小田井駅
小田井駅（おたいえき）は、愛知県名古屋市西区八筋町にある、JR東海交通事業城北線の駅である。

## 歴史
- 1991年（平成3年）12月1日：開業[1]。

## 駅構造
島式ホーム1面2線を有する高架駅。駅は名鉄犬山線及び名古屋市営地下鉄鶴舞線の高架橋を跨いだ高々架上にあり、4階にホームがある。かつては3階にトイレが設置されていたが2022年春に使用中止・撤去された。JR東海との共同使用駅である枇杷島駅を除くと、城北線唯一のエレベーター設置駅。自動券売機は設置されておらず、運賃は車内精算となる。
将来的に2面4線化が可能なだけの用地が確保されているが、その予定はなく、その用地は駐車場として利用されている。なお、現在は枇杷島方面行きの島式ホームを上下線で使用しており、ホームが片側に寄っている。
無人駅であるが、当駅から西へ約50メートルほどの城北線高架沿いにある東海交通事業の本社内の「鉄道部」事務所（愛知県名古屋市西区八筋町8-1）があるため、乗務員交代は当駅で行われる。なお、事務所内では、定期乗車券・回数券・記念乗車券の発売も行っている。
当駅は名古屋市内にあるが、城北線でmanacaやTOICAなどのICカードが使えないため、敬老パスも使えない。

### のりば
| 番線 | 路線     | 方向 | 行先     |
| ---- | -------- | ---- | -------- |
| 1    | 〓城北線 | 下り | 勝川行   |
| 2    | 〓城北線 | 上り | 枇杷島行 |

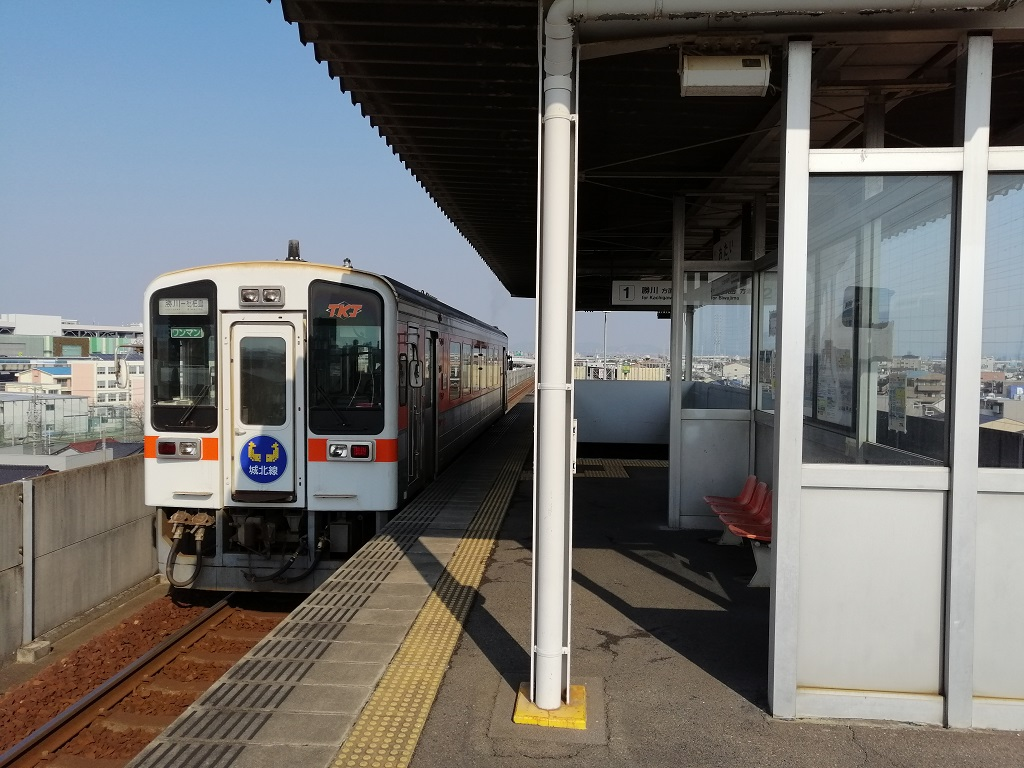
ホーム
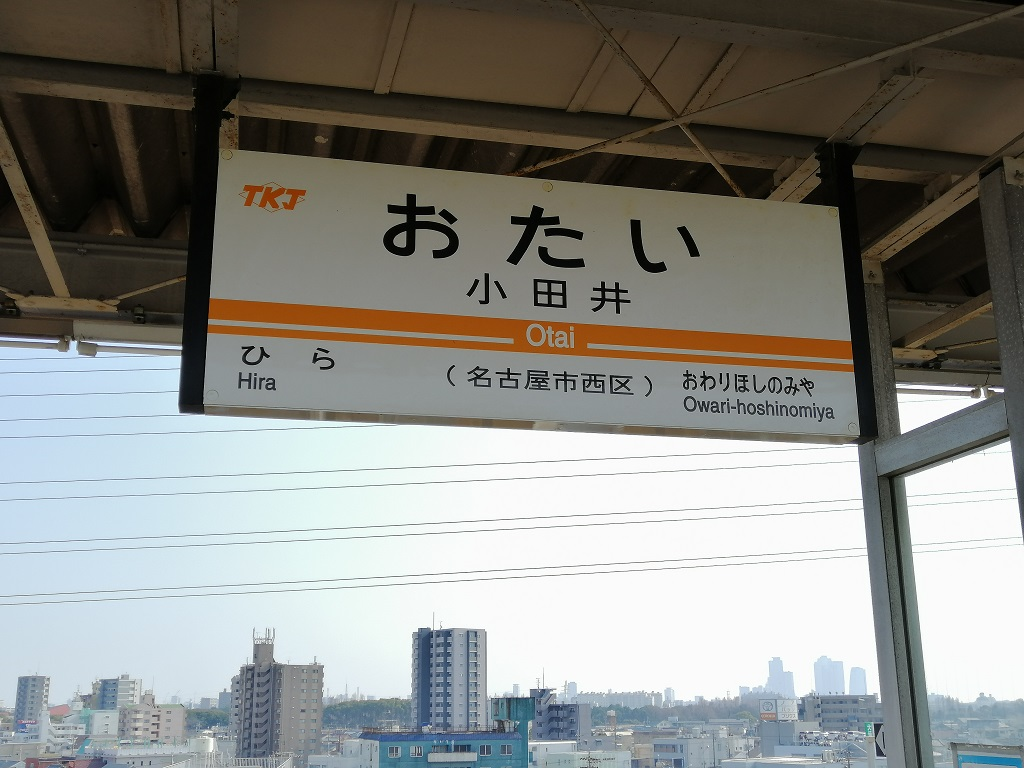
駅名標

## 利用状況
「名古屋市統計年鑑」によると、一日の平均乗車人員は以下の通りである。
- 179人（2008年度）
- 214人（2009年度）
- 208人（2010年度）
- 192人（2011年度）
- 187人（2012年度）
- 183人（2013年度）
- 174人（2014年度）
- 200人（2015年度）
- 183人（2016年度）
- 177人（2017年度）
- 179人（2018年度）
- 188人（2019年度）

※ 名古屋市内にある駅ではあるが利便性が悪いため、利用客は非常に少ない。

## 駅周辺
| - 東海交通事業本社・城北線鉄道事業部 - 名古屋第二環状自動車道 山田西IC - 環状2号（名古屋環状2号線、国道302号） - 名草線（愛知県道63号名古屋江南線） - 愛知県道451号名古屋外環状線 - 名古屋市立山田小学校 - 名古屋市立山田中学校 | - 名古屋市立山田高等学校 - 上小田井保育園 - 上小田井第二保育園 - 名古屋市西区役所山田支所（名古屋市山田図書館） - mozoワンダーシティ - 上小田井駅（名鉄犬山線・名古屋市営地下鉄鶴舞線） - 徒歩で約10分。 - 名古屋市営バス「山田支所南」停留所（小田11系統・山田巡回系統） |

## 隣の駅
JR東海交通事業
〓 城北線
比良駅 - 小田井駅 - 尾張星の宮駅